# 第二舍夫琴科韋
48°51′0″N 36°20′37″E / 48.85000°N 36.34361°E
第二舍夫琴科韋（烏克蘭語：Шевченкове Друге）是位於烏克蘭東部的村莊，由哈爾科夫州洛佐瓦區的布利茲紐基市鎮負責管轄。該村始建於1924年，面積0.21平方公里，海拔高度140米，2001年人口24，人口密度每平方公里114.3人。